# Teoria da defrontação

Segundo a Teoria da Defrontação, existe um setor da Antártida considerado como área de interesse do Brasil.

A Teoria da Defrontação (ou teoria de enfrentação) é uma tese criada para determinar os limites dos países sul-americanos em uma futura divisão do setor antártico denominado Quadrante Antártico Sul-americano ou Antártida Americana, criada pela geopolítica brasileira Therezinha de Castro e publicada em seu livro Antártica: Teoria da Defrontação.

## A teoria
A teoria se baseia na projeção das costas sul-americanas sobre as costas da Antártida mediante os mesmos meridianos. Os pontos costeiros mais extremos ao ocidente e ao oriente de cada país definem os meridianos que se projetariam sobre a Antártida. Leva-se em conta também as ilhas para ampliar o arco de projeção mais além das costas sul-americanas.
O setor de aplicação da teoria, entre os meridianos 24° e 90° de longitude oeste de Greenwich até o Polo Sul, corresponde a parte da Zona de Segurança Americana estabelecida pelo artigo IV do Tratado Interamericano de Assistência Recíproca (TIAR), firmado no Rio de Janeiro em 2 de setembro de 1947. Argumentou-se que os países americanos são responsáveis pela defesa desse setor antártico em virtude de ser parte da zona coberta pelo TIAR, e tem direitos também sobre a sua possessão futura.
A teoria postula que só pode ser aplicada aos países americanos do hemisfério sul que possuam costas marítimas projetáveis para a Antártida, que seriam:
- Equador: desde o limite ocidental da zona de segurança do TIAR aos 90° O (ilhas Galápagos) até os 81° 19' 49 O (ponta Balcones no Departamento de Piura);
- Peru: dos 81° 19' 49 O até os 80° 50' 15 O (ilha Alejandro Selkirk nas ilhas Juan Fernández);
- Chile: desde os 80° 50' 15 O até os 67° 16' 50 O (cabo Horn);
- Argentina: desde os 67° 16' 50 O até os 56° 39' 53 O (ponta Médanos do cabo San Antonio);
- Uruguai: dos 56° 39' 53 O até os 53° 22' 10 O (arroio Chuí );
- Brasil: dos 53° 22' 10 O até os 24° O (limite oriental da zona de segurança do TIAR ao leste das ilhas Martim Vaz).

As ilhas chilenas situadas na Polinésia (ilha de Páscoa e ilha Sala y Gómez), não são consideradas por não pertencerem à América. Também não se leva em conta a projeção que poderia corresponder às ilhas Malvinas e as ilhas Geórgia do Sul e Sandwich do Sul, pois embora reclamadas pela Argentina, são administradas pelo Reino Unido. Nem se considerou a projeção da ilha colombiana de Malpelo, pelo país ser do hemisfério norte. No caso do Equador, a teoria só contempla sua projeção com base nas ilhas Galápagos e não ao seu território continental, que não se projeta sobre a Antártida.
A teoria pretende ser o instrumento para que os países sul-americanos tenham uma postura comum em uma eventual divisão da Antártida.

## Críticas
A teoria enfrenta a rejeição da Argentina e do Chile, assim como também de numerosos estudiosos que a consideram sem nenhum fundamento legal. De acordo com a CONVEMAR, da qual o Brasil e o Uruguai fazem parte, os limites sobre o mar não podem se estender mais que 200 milhas da costa, crítica que também se faz à Teoria dos Setores pela Argentina e pelo Chile e formulada pelo senador canadense Pascal Poirier em 20 de fevereiro de 1907. Mas esses países baseiam suas reclamações antárticas em considerações geográficas, históricas e legais.
Sobre esta teoria se sustentam as possíveis reclamações brasileiras a um setor da Antártida e levou ao interesse antártico outros estados sul-americanos que foram incluídos no marco teórico de sua aplicação: Uruguai, Peru e Equador. Mais recentemente tem despertado o interesse da Colômbia, com base na projeção que a ilha de Malpelo daria aplicando a teoria, mas esta não o contempla pois tal projeção parte de uma zona compreendida completamente no hemisfério norte. Em 31 de janeiro de 1989, a Colômbia passou a ser membro aderente do Tratado Antártico.